# Ponětovice
Ponětovice település Csehországban, a Brno-vidéki járásban. Ponětovice Šlapanice, Jiříkovice, Prace és Kobylnice településekkel határos. Lakosainak száma 448 fő (2024. január 1.).

## Népesség
A település lakosságának változását az alábbi diagram mutatja:
| Lakosok száma | 230  | 272  | 343  | 351  | 343  | 298  | 406  | 421  | 441  | 448  |
|               | 1869 | 1890 | 1921 | 1950 | 1980 | 2001 | 2017 | 2019 | 2022 | 2024 |